# Afrarchaea entabeniensis
Afrarchaea entabeniensis är en spindelart som beskrevs av Leon N. Lotz 2003. Afrarchaea entabeniensis ingår i släktet Afrarchaea och familjen Archaeidae. Inga underarter finns listade i Catalogue of Life.